# Ангус Кармайкл
Ангус Кармайкл (англ. Angus Carmichael;  12 червня 1925, Форт-Роузбері — 21 березня 2013, Горнкасл) — шотландський футболіст, що грав на позиції захисника. Відомий за виступами у складі клубу «Квінз Парк» та у складі олімпійської збірної Великої Британії на літніх Олімпійських іграх 1948 року.

## Футбольна кар'єра
Ангус Кармайкл народився у 1925 році в Північній Родезії, в дитинстві повернувся з батьками в Шотландію. З 1947 року грав у команді Шотландської футбольної ліги «Квінз Парк», зіграв у найвищій шотландській лізі 42 матчі. У 1948 році грав у складі олімпійської збірна Великої Британії на літніх Олімпійських іграх 1948 року в Лондоні, яка зайняла підсумкове 4-те місце на футбольному турнірі. У 1950 році внаслідок травми завершив виступи на футбольних полях. Після завершення виступів працював у Лінкольнширі ветеринаром. Помер Ангус Кармайкл 21 березня 2013 року в Горнкаслі.